# Cimbalom
En Cimbalom eller et hakkebræt er en dulcimer, en slags kordofon, bestående af en stor trapezformet kasse med metalstrenge spændt ud på tværs af toppen. Det er et musikinstrument som normalt findes i gruppen af østeuropæiske nationer og kulturer som Østrig-Ungarn bestod af; det moderne Ungarn, Rumænien, Moldova Ukraine, Polen, Tjekkiet og Slovakiet.
Cimbalomen spilles som oftest ved at slå to pinde mod strengene. Stålstrengenes diskante toner er arrangeret i grupper på 4 og er indstillet i enklang. Basstrengene, der er overspundet med kobber, er arrangeret i grupper af 3 og er også indstillet i enklang. Hornbostel-Sachs's system for klassificering af musikinstrumenter har registreret cimbalomen med nummeret 314.122-4,5. Endvidere er instrumentets navn også betegnelsen for tidligere og mindre udgaver af cimbalomen, samt folkemusiks cimbalomer i forskellige tonegrupperinger, strygerarrangementer og kassetyper.